# Shubun
Shūbun (醜聞, Sukyandaru, Escàndal) és una pel·lícula japonesa de 1950 del gènere comèdia dramàtica, escrita i dirigida per Akira Kurosawa. Fou protagonitzada per Toshirō Mifune, Takashi Shimura i Shirley Yamaguchi.

## Argument
Ichiro Aoye (Toshirō Mifune), un artista, coneix a una famosa i jove cantant de música clàssica, Miyako Saijo (Shirley Yamaguchi) mentre es troba pintant a les muntanyes. Després de descobrir que tots dos van cap al mateix lloc, li ofereix portar-la amb motocicleta a on s'allotgen. En el camí, són descoberts pels paparazzi de la revista sensacionalista Amour, que els segueix. Com Saijo es nega a concedir una entrevista als fotògrafs, aquests planegen la seva venjança fent una foto de la parella menjant al balcó i afegint a sota el titular "La història d'amor de Miyako Saijo".
Aoye s'indigna amb aquest fals escàndol i planeja demandar a la revista. Durant el circ mediàtic posterior, Aoye contacta amb un advocat sense escrúpols, Hiruta (Takashi Shimura), que li diu que comparteix el sentiment contra la premsa. Aoye el contracta com el seu advocat però Hiruta, desesperat per aconseguir diners per guarir a la seva filla Masako (Yôko Katsuragi), amb tuberculosi terminal, accepta un suborn de l'editor de la revista perquè perdi el judici. I així passa, i va malament per als demandants. Hiruta té mala consciència tant per l'amabilitat d'Aoye i Saijo cap a la seva filla Masako, com pel disgust de Masako cap a ell per la forma en què porta el cas. Quan el judici arriba està arribant al final, Masako mor, convençuda que Aoye i Saijo guanyaran el cas. L'últim dia del judici, Hiruta, empès per la situació, ho confessa tot i la revista Amour perd el cas.

## Repartiment
La pel·lícula va comptar amb el següent repartiment:
- Toshiro Mifune - Ichirō Aoye
- Takashi Shimura - l'advocat Hiruta
- Shirley Yamaguchi - Miyako Saijo
- Noriko Sengoku - Sumie
- Yoko Katsuragi - Masako Hiruta
- Eitaro Ozawa - Hori
- Shinichi Himori - l'editor Asai
- Ichiro Shimizu - Arai
- Fumiko Okamura - mare de Miyako
- Masao Shimizu - jutge
- Kokuten Kōdō - ancià
- Bokuzen Hidari - borratxo

## Comentari
Escàndol va ser descrit per Kurosawa com una pel·lícula de protesta per "l'augment de la premsa al Japó i una habitual confusió sobre la llibertat. La intimitat personal mai és respectada i les revistes d'escàndol són les més infractores."
Les reaccions de la crítica van ser generalment positives, encara que el film no va aconseguir el mateix renom que obres posteriors de Kurosawa. El 1980, Vincent Canby, va escriure una ressenya a The New York Times durant l'estrena internacional de la pel·lícula: «'Escàndol' no és una gran pel·lícula, però és molt més que una curiositat, i molt més divertida que una sinopsi argumental podria suggerir.»
En un article sobre la pel·lícula a The Criterion Collection, Michael Koresky va qualificar ''Escàndol'' com una reacció de Kurosawa a la occidentalización del Japó. Va dir: «En cert sentit, Escàndol, amb el seu enfocament en una cultura recentment litigiosa i obsessionada amb les celebritats, era la pel·lícula més 'occidental" de Kurosawa fins al moment. Encara que essencialment és una pel·lícula de segona sobre advocats i estilística i estructuralment és més restringida que altres pel·lícules de Kurosawa. Escàndol indaga encara més sobre la relació d'amor i odi del Japó i, en concret, Kurosawa, amb els Estats Units i la modernització.»